# Damalis furcula
Damalis furcula là một loài ruồi trong họ Asilidae. Damalis furcula được Londt miêu tả năm 1989. Loài này phân bố ở vùng nhiệt đới châu Phi.